# Estrella Club de Fútbol
El Estrella Club de Fútbol es un club de fútbol del pueblo de Sardina del Sur, en el municipio de Santa Lucía de Tirajana (Las Palmas), España. Fue fundado en 1946. Actualmente juega en  la Liga Tercera División RFEF, encuadrada en el grupo canario.

## Historia
El Estrella Club de Fútbol se fundó en 1946. En sus comienzos no tuvo sede fija ni campo propio, el equipo competía donde podía, pero siempre representando al pueblo de Sardina del Sur. En la temporada 1981-82 consiguió debutar en el grupo canario de la Tercera División de España, descendiendo ese mismo año. Tras diez años en Preferente, el equipo volvió en la temporada 1992-93 al fútbol español.
Pepe Gutiérrez, portero del conjunto santaluceño, fue noticia a nivel nacional al batir el récord mundial de imbatibilidad que hasta entonces ostentaba Abel Resino con 1274 minutos sin encajar un gol. Superó esta marca el 25 de febrero de 1995 en el minuto sesenta y seis en un encuentro contra el Real Artesano. El árbitro detuvo el juego en ese momento para felicitar personalmente a "SuperPepe", apodo con el que fue conocido el guardameta desde esta hazaña. Mantendría la puerta a cero varios encuentros más hasta que encajó un gol de Francis Santana en un partido contra la Unión Deportiva Tenerife Salud celebrado en el Heliodoro, quedando finalmente el récord en 1521 minutos.
Esa temporada el Estrella quedó campeón del grupo y por primera vez en su historia tenía la oportunidad de alcanzar la Segunda B. Sus rivales en la liguilla de ascenso fueron la Unión Deportiva Tenerife Salud, la Unión Deportiva Orotava y la Unión Deportiva Gáldar. No consiguió su objetivo al finalizar tercero, ganando dos de los seis encuentros y perdiendo el resto.
Después de esta época dorada, con seis temporadas consecutivas en Tercera, el club volvió al fútbol regional tras dos descensos consecutivos que lo llevaron a Primera Interinsular. Tras cinco campañas en esta categoría logró retornar a Preferente pero tres temporadas más tarde, en la 2006-07, descendió nuevamente. Superado el bache el equipo volvió a competir en la Tercera División de España en la temporada 2011-12, tras una proyección meteórica que le hizo ascender dos categorías en tres años.
En la temporada 2012-13 un tercer puesto en la clasificación le permitió disputar las eliminatorias por el ascenso. Sin embargo, no pudo superar la primera de ellas, siendo eliminado por el Mar Menor Club de Fútbol, al empatar a un gol en Las Palmitas y perder posteriormente por dos tantos a uno en tierras murcianas.
El club terminó la temporada 2014-15 en el 18.° puesto y fue relegado a la Interinsular Preferente de Las Palmas. Por otra parte, estaban buscando un nuevo dueño del club.
En la temporada 2021-22 consiguió el ascenso a la categoría Tercera Federación.

## Derbis
El derbi municipal más importante es el que lo enfrentaba a la U. D. Vecindario. Al ser Santa Lucía de Tirajana un municipio con mucha tradición futbolística, también ha mantenido fuertes disputas con otros clubes municipales como C. D. San Pedro Mártir o U. D. Balos.

## Estadio
El Estrella Club de Fútbol juega sus encuentros como local en el Estadio Municipal Las Palmitas con un aforo para unos 2500 espectadores.

## Uniforme
- Local: La camiseta es verde, el pantalón es blanco y las medias verdes.
- Visitante: El uniforme visitante ha variado con el paso de los años, sin embargo, en los últimos diez años es completamente rojo.

### Evolución del uniforme titular
| 1946-56 | 1956-64 | 1964-actualidad |

## Todas las temporadas
| Temporada | División     | Posición | Copa      |
| --------- | ------------ | -------- | --------- |
| 1967-68   | 3.ª Regional | 6.°      |           |
| 1968-69   | 3.ª Regional | 3.°      |           |
| 1969-70   | 3.ª Regional | 4.°      |           |
| 1970-71   | 3.ª Regional | 2.°      |           |
| 1971-72   | 2.ª Regional | 14.°     |           |
| 1972-73   | 3.ª Regional | 12.°     |           |
| 1973-74   | No Compitió  |          |           |
| 1974-75   | 3.ª Regional | 4.°      |           |
| 1975-76   | 3.ª Regional | 7.°      |           |
| 1976-77   | 3.ª Regional | 1.°      |           |
| 1977-78   | 2.ª Regional | 3.°      |           |
| 1978-79   | 2.ª Regional | 3.°      |           |
| 1979-80   | 1.ª Regional | 8.º      |           |
| 1980-81   | Preferente   | 2.º      |           |
| 1981-82   | 3.ª División | 17.º     |           |
| 1982-83   | Preferente   | 8.º      |           |
| 1983-84   | Preferente   | 10.º     |           |
| 1984-85   | Preferente   | 7.º      |           |
| 1985-86   | Preferente   | 4.º      |           |
| 1986-87   | Preferente   | 7.º      |           |
| 1987-88   | Preferente   | 7.º      |           |
| 1988-89   | Preferente   | 5.º      |           |
| 1989-90   | Preferente   | 4.º      |           |
| 1990-91   | Preferente   | 4.º      |           |
| 1991-92   | Preferente   | 4.º      |           |
| 1992-93   | 3.ª División | 6.º      |           |
| 1993-94   | 3.ª División | 8.º      | 1.ª Elim. |
| 1994-95   | 3.ª División | 1.º      |           |
| 1995-96   | 3.ª División | 15.º     |           |
| 1996-97   | 3.ª División | 16.º     |           |
| 1997-98   | 3.ª División | 18.º     |           |
| 1998-99   | Preferente   | 17.º     |           |
| 1999-00   | 1.ª Regional | 13.º     |           |

| Temporada | División       | Posición | Copa |
| --------- | -------------- | -------- | ---- |
| 2000-01   | 1.ª Regional   | 5.º      |      |
| 2001-02   | 1.ª Regional   | 4.º      |      |
| 2002-03   | 1.ª Regional   | 4.º      |      |
| 2003-04   | 1.ª Regional   | 3.º      |      |
| 2004-05   | Preferente     | 10.º     |      |
| 2005-06   | Preferente     | 6.º      |      |
| 2006-07   | Preferente     | 17.º     |      |
| 2007-08   | 1.ª Regional   | 6.º      |      |
| 2008-09   | 1.ª Regional   | 2.º      |      |
| 2009-10   | Preferente     | 2.º      |      |
| 2010-11   | Preferente     | 3.º      |      |
| 2011-12   | 3.ª División   | 7.º      |      |
| 2012-13   | 3.ª División   | 3.º      |      |
| 2013-14   | 3.ª División   | 5.º      |      |
| 2014-15   | 3.ª División   | 18.º     |      |
| 2015-16   | Preferente     | 1.º      |      |
| 2016-17   | 3.ª División   | 15.º     |      |
| 2017-18   | 3.ª División   | 19.º     |      |
| 2018-19   | Preferente     | 3.º      |      |
| 2019-20   | Preferente     | 4.º      |      |
| 2020-21   | Preferente     | 5.º      |      |
| 2021-22   | Preferente     | 1.º      |      |
| 2022-23   | 3.ª Federación | 16.º     |      |
| 2023-24   | Preferente     | 3º       |      |

### Datos del club
- Temporadas en Tercera División: 14
- Temporadas en Preferente: 23
- Temporadas en Primera Regional: 7
- Temporadas en Segunda Regional: 3
- Temporadas en Tercera Regional:  8

## Palmarés
- Tercera División de España (Grupo XII) (1): 1994-95
- Interinsular Preferente Las Palmas (2): 2015-16 y 2021-22
- Tercera Regional Las Palmas (1): 1976-77